# Dinâmica estrutural
A análise estrutural está voltada principalmente com o estudo do comportamento de uma estrutura física, quando submetido a forças. Esta ação pode ocorrer na forma de carga devida ao peso de objetos ou pessoas, móveis, vento, neve, etc., ou algum outro tipo de excitação, como um terremoto, tremores do solo devido a uma explosão nas proximidades, etc. Em essência todas estas cargas são dinâmicas, incluindo o peso próprio da estrutura, porque em algum ponto no tempo estas cargas não estavam lá. A distinção entre a dinâmica e a estática é feita com base na análise se a ação aplicada tem uma aceleração suficiente em comparação com a frequência natural da estrutura. Se é aplicada uma carga lentamente o suficientemente, as forças de inércia (segunda lei de Newton) podem ser ignoradas e a análise pode ser simplificada como estática. Dinâmica estrutural, portanto, é um tipo de análise estrutural que abrange o comportamento das estruturas sujeitas a ações dinâmicas (com alta aceleração). Cargas dinâmicas incluem pessoas, vento, ondas, tráfego, terremotos e explosões. Qualquer estrutura pode ser submetida a cargas dinâmicas. A análise dinâmica pode ser usada para encontrar deslocamentos dinâmicos, história no tempo e análise modal.
Uma análise dinâmica também está relacionada com as forças de inércia desenvolvidas por uma estrutura quando excitada por meio de cargas dinâmicas aplicadas subitamente (por exemplo rajadas de vento, explosões, tremores de terra).
Uma carga estática é aquela que varia muito lentamente. Uma carga dinâmica é aquela que varia com o tempo muito rapidamente em comparação com a frequência natural da estrutura. Se sua variação com o tempo for lenta, a resposta da estrutura pode ser determinada por análise estática, mas se a variação for rápida (relativamente à habilidade de resposta da estrutura), a resposta deve ser determinada com uma análise dinâmica.
A análise dinâmica para estruturas simples pode ser feita manualmente, mas para estruturas complexas o método dos elementos finitos pode ser usado para calcular os modos e as frequências de vibração.

## Deslocamentos
Uma carga dinâmica pode ter um efeito significativamente grande que uma carga estática de mesma magnitude devido à inabilidade da estrutura a responder rapidamente à carga (por deflexão). O aumento do efeito de uma carga dinâmica é dado pelo fator de amplificação dinâmica (FAD):
{\displaystyle FAD={\frac {u_{max}}{u_{estatico}}}}
sendo {\displaystyle u} a deflexão da estrutura devida à carga aplicada.
Gráficos do FAD versus o tempo de subida adimensional (ts/T) existem para funções de carregamento padrão (para uma explanação de tempo de subida, ver análise da história no tempo abaixo). Portanto o FAD para um dado carregamento pode ser lido do gráfico, a deflexão estática pode ser facilmente calculada para estruturas simples e a deflexão dinâmica encontrada.

## Análise da história no tempo
Uma análise completa no tempo fornece a resposta da estrutura no tempo durante e após a aplicação de um carregamento. Para encontrar a história completa no tempo de uma resposta da estrutura, é preciso resolver as equações de movimento da estrutura.

### Exemplo
Um sistema simples de um grau de liberdade (uma massa M sobre uma mola de rigidez k, por exemplo) tem a seguinte equação de movimento:
{\displaystyle M{\ddot {x}}+kx=F(t)}

onde {\displaystyle {\ddot {x}}} é a aceleração (a segunda derivada do deslocamento) e {\displaystyle x} é o deslocamento.
If the loading F(t) is  a Heaviside step function (the sudden application of a constant load), the solution to the equation of motion is:
{\displaystyle x={\frac {F_{0}}{k}}[1-cos{(\omega t)}]}

where {\displaystyle \omega ={\sqrt {\frac {k}{M}}}} and the fundamental natural frequency, {\displaystyle f={\frac {\omega }{2\pi }}}.
The static deflection of a single degree of freedom system is:
{\displaystyle x_{static}={\frac {F_{0}}{k}}}

so you can write, by combining the above formulae:
{\displaystyle x=x_{static}[1-cos(\omega t)]}
This gives the (theoretical) time history of the structure due to a load F(t), where the false assumption is made that there is no damping.
Although this is too simplistic to apply to a real structure, the Heaviside Step Function is a reasonable model for the application of many real loads, such as the sudden addition of a piece of furniture, or the removal of a prop to a newly cast concrete floor.  However, in reality loads are never applied instantaneously - they build up over a period of time (this may be very short indeed).  This time is called the rise time.
As the number of degrees of freedom of a structure increases it very quickly becomes too difficult to calculate the time history manually - real structures are analysed using non-linear finite element analysis software.